# Carabine (1902)
Carabine – francuski niszczyciel z początku XX wieku i okresu I wojny światowej, typu Arquebuse.
Podczas wojny służył na Morzu Śródziemnym. 1 października 1918 został poważnie uszkodzony w kolizji z brytyjskim parowcem SS "Mentor", po czym odholowany do Palermo, a następnie do Bizerty, gdzie nie został naprawiony, lecz został skreślony z listy floty tuż po zakończeniu wojny, 8 stycznia 1919 roku.